# Bodianus
Bodianus is een geslacht van vissen uit de familie van de lipvissen (Labridae). Ze komen voor in de Atlantische, Indische en Grote Oceaan. Sommige soorten kunnen meer dan een halve meter lang worden. Voornamelijk kleinblijvende soorten als Bodianus mesothorax, Bodianus bimaculatus en Bodianus dictynna (vaak onjuist als Bodianus diana) worden regelmatig in aquaria gehouden.
Soorten van dit geslacht komen voornamelijk voor op koraalriffen.

## Lijst van soorten
Met de beschrijving van Bodianus bennetti bestond het geslacht in 2016 uit 45 soorten:
- Bodianus albotaeniatus Valenciennes, 1839
- Bodianus anthioides Bennett, 1832 – Lierstaartlipvis
- Bodianus atrolumbus Valenciennes, 1839
- Bodianus axillaris Bennett, 1832
- Bodianus bathycapros Gomon, 2006
- Bodianus bennetti Gomon & Walsh, 2016
- Bodianus bilunulatus Lacépède, 1801
- Bodianus bimaculatus Allen, 1973
- Bodianus busellatus Gomon, 2006
- Bodianus cylindriatus Tanaka, 1930
- Bodianus diana Lacépède, 1801
- Bodianus dictynna Gomon, 2006
- Bodianus diplotaenia Gill, 1862
- Bodianus eclancheri Valenciennes, 1846
- Bodianus flavifrons Gomon, 2001
- Bodianus flavipinnis Gomon, 2001
- Bodianus frenchii Klunzinger, 1879
- Bodianus insularis Gomon & Lubbock, 1980
- Bodianus izuensis Araga & Yoshino, 1975
- Bodianus leucosticticus Bennett, 1832
- Bodianus loxozonus Snyder, 1908
- Bodianus macrognathos Morris, 1974 – Oman lipvis
- Bodianus macrourus Lacépède, 1801
- Bodianus masudai Araga & Yoshino, 1975
- Bodianus mesothorax Bloch & Schneider, 1801
- Bodianus neilli Day, 1867
- Bodianus neopercularis Gomon, 2006
- Bodianus opercularis Guichenot, 1847
- Bodianus oxycephalus Bleeker, 1862
- Bodianus paraleucosticticus Gomon, 2006
- Bodianus perditio Quoy & Gaimard, 1834
- Bodianus prognathus Lobel, 1981
- Bodianus pulchellus Poey, 1860
- Bodianus rubrisos Gomon, 2006
- Bodianus rufus (Linnaeus, 1758)
- Bodianus sanguineus Jordan & Evermann, 1903
- Bodianus scrofa Valenciennes, 1839
- Bodianus sepiacaudus Gomon, 2006
- Bodianus solatus Gomon, 2006
- Bodianus speciosus Bowdich, 1825
- Bodianus tanyokidus Gomon & Madden, 1981
- Bodianus thoracotaeniatus Yamamoto, 1982
- Bodianus trilineatus Fowler, 1934
- Bodianus unimaculatus Günther, 1862
- Bodianus vulpinus Richardson, 1850